# Bulbostylis scrobiculata
Bulbostylis scrobiculata är en halvgräsart som först beskrevs av Kaare Arnstein Lye, och fick sitt nu gällande namn av Kaare Arnstein Lye. Bulbostylis scrobiculata ingår i släktet Bulbostylis och familjen halvgräs. Inga underarter finns listade i Catalogue of Life.